# Carena dels Brucs
La Carena dels Brucs és un carena del terme municipal de Sant Martí de Centelles, d'Osona.
Està situada en el sector sud-occidental del de Sant Martí de Centelles. És paral·lela al nord de la Carena de Bassapedrells, a la dreta de la capçalera del torrent del Bosc. És al nord-est de la masia de Barnils, al nord, i a prop, de la del Fabregar i al nord-oest de la del Pou.